# Wełeszta
Wełeszta (mac. Велешта) – wieś w Macedonii Północnej; 8 900 mieszkańców (2006). Przemysł spożywczy, włókienniczy.